# Spaniopus
Spaniopus is een geslacht van vliesvleugeligen uit de familie Pteromalidae. De wetenschappelijke naam van dit geslacht is voor het eerst geldig gepubliceerd in 1833 door Walker.

## Soorten
Het geslacht Spaniopus omvat de volgende soorten:
- Spaniopus amoenus Förster, 1856
- Spaniopus dissimilis Walker, 1833
- Spaniopus fulvicornis Boucek, 1972
- Spaniopus hedqvisti Huggert, 1976
- Spaniopus japonicus Kamijo, 1981
- Spaniopus monospilus (Thomson, 1878)
- Spaniopus nigriceps Kamijo, 1981
- Spaniopus peisonis (Erdös, 1957)
- Spaniopus polyspilus Graham, 1956
- Spaniopus sasacolae Kamijo, 1981
- Spaniopus varicornis Boucek, 1972